# Nowe życie (pismo kolaboracyjne)
Nowe życie (ros. Новая жизнь) – kolaboracyjna gazeta w okupowanym Czerkiesku podczas II wojny światowej
Po zajęciu przez wojska niemieckie Czerkieska 11 sierpnia 1942 r., kolaboracyjny zarząd miejski zaczął po pewnym czasie wydawać gazetę „Nowe życie”. Funkcję redaktora naczelnego objął Dmitrij K. Stiecenko, urodzony w 1916 r. w Kijowie. Jego współpracownikami byli m.in. Kasparianc i Mosciepan. Gazeta wychodziła trzy razy w tygodniu: we wtorki, czwartki i soboty. Kosztowała 1 rubel. Nakład wynosił 480 egzemplarzy. Na jej łamach publikowano niemieckie komunikaty wojenne, obwieszczenia władz miejskich Czerkieska, artykuły i felietony o charakterze propagandowym dotyczące życia miejscowej ludności w okupowanej przez Niemców Karaczajo-Czerkiesji.